# Rhaponticum nitidum
Rhaponticum nitidum là một loài thực vật có hoa trong họ Cúc. Loài này được Fisch. miêu tả khoa học đầu tiên năm 1838.